# Mistrzostwa Świata w Lekkoatletyce 1983
1. Mistrzostwa Świata w Lekkoatletyce – zawody sportowe, które były pierwszymi w historii lekkoatletycznymi mistrzostwami świata zorganizowanymi przez IAAF. Zawody rozgrywały się na stadionie olimpijskim w Helsinkach w dniach 7–14 sierpnia 1983.

## Medaliści
| WR – rekord świata \| CR – rekord mistrzostw \| AR – rekord kontynentu |

### Mężczyźni
| Konkurencja:                       | 1. miejsce                                                                           | Rezultat | 2. miejsce                                                                      | Rezultat | 3. miejsce                                                                      | Rezultat |
| 100 m (szczegóły)                  | Carl Lewis · Stany Zjednoczone                                                       | 10,07    | Calvin Smith · Stany Zjednoczone                                                | 10,21    | Emmit King · Stany Zjednoczone                                                  | 10,24    |
| 200 m (szczegóły)                  | Calvin Smith · Stany Zjednoczone                                                     | 20,14    | Elliott Quow · Stany Zjednoczone                                                | 20,41    | Pietro Mennea · Włochy                                                          | 20,51    |
| 400 m (szczegóły)                  | Bert Cameron · Jamajka                                                               | 45,05    | Michael Franks · Stany Zjednoczone                                              | 45,22    | Sunder Nix · Stany Zjednoczone                                                  | 45,24    |
| 800 m (szczegóły)                  | Willi Wülbeck · RFN                                                                  | 1:43,65  | Rob Druppers · Holandia                                                         | 1:44,20  | Joaquim Cruz · Brazylia                                                         | 1:44,27  |
| 1 500 m (szczegóły)                | Steve Cram · Wielka Brytania                                                         | 3:41,59  | Steve Scott · Stany Zjednoczone                                                 | 3:41,87  | Saïd Aouita · Maroko                                                            | 3:42,02  |
| 5 000 m (szczegóły)                | Eamonn Coghlan · Irlandia                                                            | 13:28,53 | Werner Schildhauer · NRD                                                        | 13:30,20 | Martti Vainio · Finlandia                                                       | 13:30,34 |
| 10 000 m (szczegóły)               | Alberto Cova · Włochy                                                                | 28:01,04 | Werner Schildhauer · NRD                                                        | 28:01,18 | Hansjörg Kunze · NRD                                                            | 28:01,26 |
| Maraton (szczegóły)                | Robert de Castella · Australia                                                       | 2:10:03  | Kebede Balcha · Etiopia                                                         | 2:10:27  | Waldemar Cierpinski · NRD                                                       | 2:10:37  |
| 3 000 m z przeszkodami (szczegóły) | Patriz Ilg · RFN                                                                     | 8:15,06  | Bogusław Mamiński · Polska                                                      | 8:17,03  | Colin Reitz · Wielka Brytania                                                   | 8:17,75  |
| 110 m przez płotki (szczegóły)     | Greg Foster · Stany Zjednoczone                                                      | 13,42    | Arto Bryggare · Finlandia                                                       | 13,46    | Willie Gault · Stany Zjednoczone                                                | 13,48    |
| 400 m przez płotki (szczegóły)     | Edwin Moses · Stany Zjednoczone                                                      | 47,50    | Harald Schmid · RFN                                                             | 48,61    | Aleksandr Charłow · ZSRR                                                        | 49,03    |
| Chód na 20 km (szczegóły)          | Ernesto Canto · Meksyk                                                               | 1:20:49  | Jozef Pribilinec · Czechosłowacja                                               | 1:20:59  | Jewgienij Jewsiukow · ZSRR                                                      | 1:21:08  |
| Chód na 50 km (szczegóły)          | Ronald Weigel · NRD                                                                  | 3:43:08  | Josep Marín · Hiszpania                                                         | 3:43:42  | Siergiej Jung · ZSRR                                                            | 3:49:03  |
| 4 × 100 m (szczegóły)              | Stany Zjednoczone · Emmit King · Willie Gault · Calvin Smith · Carl Lewis            | 37,86    | Włochy · Stefano Tilli · Carlo Simionato · Pierfrancesco Pavoni · Pietro Mennea | 38,37    | ZSRR · Andriej Prokofjew · Nikołaj Sidorow · Władimir Murawjow · Wiktor Bryzhin | 38,41    |
| 4 × 400 m (szczegóły)              | ZSRR · Siergiej Łowaczow · Aleksandr Troszcziło · Nikołaj Czerniecki · Wiktor Markin | 3:00,79  | RFN · Erwin Skamrahl · Jörg Vaihinger · Harald Schmid · Hartmut Weber           | 3:01,83  | Wielka Brytania · Ainsley Bennett · Garry Cook · Todd Bennett · Phil Brown      | 3:03,53  |
| Skok wzwyż (szczegóły)             | Hennadij Awdiejenko · ZSRR                                                           | 2,32     | Tyke Peacock                                                                    | 2,32     | Zhu Jianhua                                                                     | 2,29     |
| Skok o tyczce (szczegóły)          | Serhij Bubka · ZSRR                                                                  | 5,70     | Konstantin Wołkow · ZSRR                                                        | 5,60     | Atanas Tyrew · Bułgaria                                                         | 5,60     |
| Skok w dal (szczegóły)             | Carl Lewis · Stany Zjednoczone                                                       | 8,55     | Jason Grimes · Stany Zjednoczone                                                | 8,29     | Mike Conley · Stany Zjednoczone                                                 | 8,12     |
| Trójskok (szczegóły)               | Zdzisław Hoffmann · Polska                                                           | 17,42    | Willie Banks · Stany Zjednoczone                                                | 17,18    | Ajayi Agbebaku · Nigeria                                                        | 17,18    |
| Pchnięcie kulą (szczegóły)         | Edward Sarul · Polska                                                                | 21,39    | Ulf Timmermann · NRD                                                            | 21,16    | Remigius Machura · Czechosłowacja                                               | 20,98    |
| Rzut dyskiem (szczegóły)           | Imrich Bugár · Czechosłowacja                                                        | 67,72    | Luis Delís · Kuba                                                               | 67,36    | Gejza Valent · Czechosłowacja                                                   | 66,08    |
| Rzut młotem (szczegóły)            | Siergiej Litwinow · ZSRR                                                             | 82,68    | Jurij Siedych · ZSRR                                                            | 80,94    | Zdzisław Kwaśny · Polska                                                        | 79,42    |
| Rzut oszczepem (szczegóły)         | Detlef Michel · NRD                                                                  | 89,48    | Tom Petranoff · Stany Zjednoczone                                               | 85,60    | Dainis Kūla · ZSRR                                                              | 85,58    |
| Dziesięciobój (szczegóły)          | Daley Thompson · Wielka Brytania                                                     | 8666     | Jürgen Hingsen · RFN                                                            | 8561     | Siegfried Wentz · RFN                                                           | 8478     |

### Kobiety
| Konkurencja:                   | 1. miejsce                                                           | Rezultat               | 2. miejsce                                                                                        | Rezultat | 3. miejsce                                                                    | Rezultat |
| 100 m (szczegóły)              | Marlies Göhr · NRD                                                   | 10,97                  | Marita Koch · NRD                                                                                 | 11,02    | Diane Williams · Stany Zjednoczone                                            | 11,06    |
| 200 m (szczegóły)              | Marita Koch · NRD                                                    | 22,13                  | Merlene Ottey · Jamajka                                                                           | 22,19    | Kathy Cook · Wielka Brytania                                                  | 22,37    |
| 400 m (szczegóły)              | Jarmila Kratochvílová · Czechosłowacja                               | 47,99                  | Taťána Kocembová · Czechosłowacja                                                                 | 48,59    | Marija Pinigina · ZSRR                                                        | 49,19    |
| 800 m (szczegóły)              | Jarmila Kratochvílová · Czechosłowacja                               | 1:54,68                | Lubow Gurina · ZSRR                                                                               | 1:56,11  | Jekatierina Podkopajewa · ZSRR                                                | 1:57,58  |
| 1 500 m (szczegóły)            | Mary Decker · Stany Zjednoczone                                      | 4:00,90                | Zamira Zajcewa · ZSRR                                                                             | 4:01,19  | Jekatierina Podkopajewa · ZSRR                                                | 4:02,25  |
| 3 000 m (szczegóły)            | Mary Decker · Stany Zjednoczone                                      | 8:34,62                | Brigitte Kraus · RFN                                                                              | 8:35,11  | Tatjana Kazankina · ZSRR                                                      | 8:35,13  |
| Maraton (szczegóły)            | Grete Waitz · Norwegia                                               | 2:28:09                | Marianne Dickerson · Stany Zjednoczone                                                            | 2:31:09  | Raisa Smiechnowa · ZSRR                                                       | 2:31:13  |
| 100 m przez płotki (szczegóły) | Bettine Jahn · NRD                                                   | 12,35 (wiatr +2,4 m/s) | Kerstin Knabe · NRD                                                                               | 12,42    | Ginka Zagorczewa · Bułgaria                                                   | 12,46    |
| 400 m przez płotki (szczegóły) | Jekatierina Fiesienko · ZSRR                                         | 54,14                  | Ana Ambrazienė · ZSRR                                                                             | 54,15    | Ellen Fiedler · NRD                                                           | 54,55    |
| 4 × 100 m (szczegóły)          | NRD · Silke Gladisch · Marita Koch · Ingrid Auerswald · Marlies Göhr | 41,76                  | Wielka Brytania · Joan Baptiste · Kathy Cook · Beverley Callender · Shirley Thomas                | 42,71    | Jamajka · Leleith Hodges · Jacqueline Pusey · Juliet Cuthbert · Merlene Ottey | 42,73    |
| 4 × 400 m (szczegóły)          | NRD · Kerstin Walther · Sabine Busch · Marita Koch · Dagmar Rübsam   | 3:19,73                | Czechosłowacja · Taťána Kocembová · Milena Strnadová · Zuzana Moravčíková · Jarmila Kratochvílová | 3:20,32  | ZSRR · Jelena Korban · Marina Charłamowa · Irina Baskakowa · Marija Pinigina  | 3:21,16  |
| Skok wzwyż (szczegóły)         | Tamara Bykowa · ZSRR                                                 | 2,01                   | Ulrike Meyfarth · RFN                                                                             | 1,99     | Louise Ritter · Stany Zjednoczone                                             | 1,95     |
| Skok w dal (szczegóły)         | Heike Drechsler · NRD                                                | 7,27 (wiatr +2,2 m/s)  | Anișoara Stanciu · Rumunia                                                                        | 7,15     | Carol Lewis · Stany Zjednoczone                                               | 7,04     |
| Pchnięcie kulą (szczegóły)     | Helena Fibingerová · Czechosłowacja                                  | 21,05                  | Helma Knorscheidt · NRD                                                                           | 20,70    | Ilona Slupianek · NRD                                                         | 20,56    |
| Rzut dyskiem (szczegóły)       | Martina Hellmann · NRD                                               | 68,94                  | Galina Murašova · ZSRR                                                                            | 67,44    | Marija Petkowa · Bułgaria                                                     | 66,44    |
| Rzut oszczepem (szczegóły)     | Tiina Lillak · Finlandia                                             | 70,82                  | Fatima Whitbread · Wielka Brytania                                                                | 69,14    | Ana Weruli · Grecja                                                           | 65,72    |
| Siedmiobój (szczegóły)         | Ramona Neubert · NRD                                                 | 6714                   | Sabine Paetz · NRD                                                                                | 6662     | Anke Vater · NRD                                                              | 6532     |

## Klasyfikacja medalowa
| Miejsce | Państwo           | Złoto | Srebro | Brąz | Razem |
| 1.      | NRD               | 10    | 7      | 5    | 22    |
| 2.      | Stany Zjednoczone | 8     | 9      | 7    | 24    |
| 3.      | ZSRR              | 6     | 6      | 11   | 23    |
| 4.      | Czechosłowacja    | 4     | 3      | 2    | 9     |
| 5.      | RFN               | 2     | 5      | 1    | 8     |
| 6.      | Wielka Brytania   | 2     | 2      | 3    | 7     |
| 7.      | Polska            | 2     | 1      | 1    | 4     |
| 8.      | Finlandia         | 1     | 1      | 1    | 3     |
| 8.      | Włochy            | 1     | 1      | 1    | 3     |
| 8.      | Jamajka           | 1     | 1      | 1    | 3     |
| 11.     | Australia         | 1     | 0      | 0    | 1     |
| 11.     | Irlandia          | 1     | 0      | 0    | 1     |
| 11.     | Meksyk            | 1     | 0      | 0    | 1     |
| 11.     | Norwegia          | 1     | 0      | 0    | 1     |
| 15.     | Kuba              | 0     | 1      | 0    | 1     |
| 15.     | Etiopia           | 0     | 1      | 0    | 1     |
| 15.     | Holandia          | 0     | 1      | 0    | 1     |
| 15.     | Rumunia           | 0     | 1      | 0    | 1     |
| 15.     | Hiszpania         | 0     | 1      | 0    | 1     |
| 20.     | Bułgaria          | 0     | 0      | 3    | 3     |
| 21.     | Brazylia          | 0     | 0      | 1    | 1     |
| 21.     | Chiny             | 0     | 0      | 1    | 1     |
| 21.     | Grecja            | 0     | 0      | 1    | 1     |
| 21.     | Maroko            | 0     | 0      | 1    | 1     |
| 21.     | Nigeria           | 0     | 0      | 1    | 1     |